# Chirigüillo
Chirigüillo (también escrito como chiriwillo) es un término peyorativo utilizado en el estado mexicano de Nuevo León para referirse a los mexicanos provenientes de otras regiones que son señalados por su etnía, color de piel o provenir de una zona rural. Debido a su influencia, también se ha utilizado en los estados de Tamaulipas, Coahuila de Zaragoza y San Luis Potosí.

## Origen y uso del término
Aunque no se ha esclarecido con exactitud el origen del término «chirigüillo», la popularización de este se debe en gran parte a las olas de migraciones de connacionales del centro y sur de México, así como a personas de países centro y sudamericanos, a ciudades del Noreste de México, como Monterrey, Saltillo, Tampico,  La Laguna, Reynosa o San Luis Potosí. Otro significado, que ha caído en desuso, podría ser el de una persona que es «un simple ayudante de otro ayudante».
Visto generalmente como una protesta hacia los foráneo e inmigrantes, el término también se ha utilizado hacia los propios residentes de los estados del noreste. Por ejemplo, alguien de clase media-alta de la capital neoleonesa Monterrey puede tildar de «chirigüillo» a otra persona de un municipio no perteneciente a la zona metropolitana. Así mismo, tiene correlacción con lo que se ha denominado como «excepcionalidad regiomontana», que aborda desde el enaltecimiento de los símbolos estatales hasta las tentaciones de separatismo y la existencia de movimientos independentistas como la República del Río Grande.
El término no siempre ha llevado connotaciones negativas y raciales. En Ciudad Victoria, se usa para dirigirse a los niños con respeto y cariño. Este uso se le comenzó a dar gracias a la idea de Yerusha, una cantante y locutora de radio de esa ciudad quien buscaba una forma fonéticamente diferente y divertida para dirigirse a la audiencia infantil, dando un giro de 180 grados a la definición de la palabra.

## Críticas
El uso del término ha sido empleado como otro ejemplo del racismo y clasismo arraigado en el país, sobre todo en la sociedad neoleonesa, donde a menudo se desprecia lo indígena. Películas como Ya no estoy aquí han retratado de una manera realista la discriminación que sufren las personas percibidas como «chiriguillos» debido a sus rasgos físicos.
En enero de 2025, el alcalde del municipio de García, Manuel Guerra Cavazos, ha tratado de convencer a la RAE de incluir la palabra en el diccionario. Algunos críticaron la propuesta de Cavazos, acusándolo de «instrumentalizar la palabra bajo propaganda política».